# 成長接合型トランジスタ
成長接合型トランジスタ（せいちょうせつごうがたトランジスタ）は、トランジスタの一形式。

## 概要
1947年12月にベル研究所で点接触型トランジスタが開発されたものの、高周波特性が安定せず、歩留まりも低いため、量産には適さなかった。点接触に起因する欠点を取り除くために1948年6月23日にベル研究所でウィリアム・ショックレーによって最初の接合型トランジスタである成長接合型トランジスタが試作された。これは点接触型トランジスタよりは品質が安定していて振動にも強かったものの、当初はベース層を薄くする事が困難なため、高周波の増幅には適さなかった。続いて1951年には合金型トランジスタがRCAとゼネラル・エレクトリックで開発された。これは当時の成長接合型トランジスタよりも生産性が優れていたので最初に大量生産された接合型トランジスタになったものの、依然、高周波特性は不十分で当時の真空管を代替するまでには至らなかった。後に成長接合型トランジスタは東京通信工業によって高周波特性が改良され、量産された。
ゲルマニウムには当初はエミッタのドーパントとしてアンチモンを添加していたが、アンチモンは拡散速度が速いためにエミッタに使用したアンチモンが結晶引き上げ中の高温によって拡散を起こし、温度の高い周辺部は特に拡散速度が速くベース層の厚さを不均一にしているために歩留まりが下がっていた状況を改善するために東京通信工業では拡散速度の遅い燐を錫との合金化により添加した。これにより1957年4月から試作を開始した。同時期には合金型の高周波特性はドリフトトランジスタによって格段に向上していた。
1957年5月に半導体の不良品の原因を究明する過程で江崎玲於奈によってドーパントの燐濃度が高すぎるとエミッタとベースの接合がトンネル接合になってしまう事が発見され、これを基にトンネルダイオード(エサキダイオード)が開発された。トンネル接合が生じた原因はトランジスタの組み立て工程においてベースの電極を取り出すために溶着される細い金線にはガリウムが含まれていたので溶着部の溶融再結晶化部分には大量のガリウムが含まれ、高濃度のN型とP型が接触することになり、金線の溶着部がエミッタからコレクタにまたがっていた事が原因だった。エミッタの濃度を適切にすれば溶着部の燐濃度が高くてもトンネル接合の形成を防げる事が判明した。そのために精密な濃度の燐を添加するためにインジウムと燐の合金を添加した。
一時期は高周波用トランジスタとして大量に生産されたものの、生産性と高周波特性に優れたプレーナー型トランジスタが普及すると廃れた。

## 製法
チョクラルスキー法によってドナー不純物とアクセプタ不純物をともに少量含ませた溶融状態のゲルマニウムから単結晶を成長させながら引き上げる時に引き上げる速度を速くするとP型半導体が成長して遅くするとN型半導体が成長する現象を利用するレートグローン形と引き上げる過程で溶融材料中に加える不純物を変化させる事によりPN接合を形成するグローン拡散形がある。

## 特徴
- 振動に対して強い
- 拡散型と比較して高周波特性が劣る

## 用途
1954年に世界で最初に発売されたトランジスタラジオのRegency TR-1に使用されたが、テキサスインスツルメンツ製の成長接合型トランジスタの歩留まりが低いのですぐに販売が中止された。その後、東京通信工業はこの問題を解決して1955年7月にTR-55を発売した。